# Milan Vinkler
Milan Vinkler (25. září 1960 – 12. listopadu 2021) byl český podnikatel, jeden ze zakladatelů finanční skupiny PPF.
V osmdesátých letech pracoval na vedoucí pozici ve sklárně v Dubí, která patřila do koncernu Sklo Union. Po sametové revoluci začal podnikat, zabýval se například prodejem výpočetní techniky.

## PPF
Na konci února 1991 založil společně s Petrem Kellnerem společnost WIKA, V září 1991 byla založena společnost Správa prvního privatizačního fondu se sídlem v Teplicích. Petr Kellner, Milan Vinkler a Petr Joudal se stali členy představenstva, základní kapitál společnosti činil sto tisíc Kčs. Pro účast v připravované kupónové privatizaci potřebovala PPF milióny korun na reklamní kampaň. Kapitál poskytla státní společnost Sklo Union, jejíž manažeři Jaroslav Přerost a Štěpán Popovič se stali členy představenstva PPF. Celkem se jednalo o 40 miliónů Kčs ve formě kapitálového vkladu a půjčky. Vinkler se stal členem představenstva ve dvou z pěti založených fondů.
Reklamní kampaň, ve které herec Josef Dvořák přesvědčoval majitele kupónových knížek k investici do fondů PPF, byla úspěšná. Fondy PPF získaly v první vlně kupónové privatizace 1,4 % všech investičních bodů, což PPF zařadilo na jedenácté místo mezi správcovskými společnostmi. V předkole druhé vlny získaly fondy PPF 2,1 % všech investičních bodů, což znamenalo deváté místo mezi investičními společnostmi.
Na počátku roku 1994 společnost WIKA prodala svůj podíl v PPF a Kellner následně Vinklerovi svůj podíl ve společnosti WIKA prodal. Poslední společnou investicí Vinklera a Kellnera bylo získání polovičního podílu ve fotbalové Slavii, po kterém se Vinkler stal na několik týdnů jednatelem SK Slavia Praha-fotbal, spol. s r.o. V polovině června 1994 byl Vinkler zatčen v souvislosti s falšováním směnky, kterou vystavil jeho obchodní partner Tarek Bechara. Podle policie na směnce před částku 60 miliónů korun připsal čtyřku a následně začal po Becharovi vymáhat 460 miliónů korun. Vinkler strávil dva a půl roku ve vazební věznici, poté byl propuštěn. Ještě v červnu 2004 WIKA podíl ve Slavii prodala společnosti DR.AG., o rok později byl na její majetek prohlášen konkurs.
V únoru 2003 podal Vinkler na Kellnera a manažera Investiční a poštovní banky Libora Procházku trestní oznámení v souvislosti s převodem akcií České pojišťovny.

## Trestná činnost
V únoru 2006 byl Vinkler odsouzen na sedm a půl roku vězení za podvody při dovážení lihu, při kterých stát přišel na clu a daních o 25 milionů korun. Několik let se vyhýbal nástupu do vězení, policie ho zadržela až v září 2010, když jel s manželkou na koncert skupiny Guns N' Roses.
V roce 2015 byl odsouzen na čtyři roky odnětí svobody za nedovolené ozbrojování a padělání dokladů. Pravomocně o tom rozhodl ústecký krajský soud, který zamítl odvolání proti rozsudku Okresního soudu v Teplicích.